# クリックメディック
クリックメディックは、ソニー・ミュージックエンタテインメントが1999年1月28日に発売したプレイステーション用アドベンチャーゲーム。開発はゲームフリーク。

## ストーリー
20世紀末に発見された未知の細菌「バクルス」の脅威はまたたく間に人類を襲い、主人公の父親もその犠牲となった。
21世紀に入り、日本の物理学者が物体縮小技術を確立したことから状況は一変。それから日を置かず潜行艇を縮小して患者の体内に注入する「VB(Victory-Bucrus)医療」と呼ばれる新しい医療技術が開発され、潜行艇・VBマシンは第3世代まで改良が進められた。
父の命を奪ったバクルスの脅威から人々を救う決意を胸に新米VB医師となった主人公は、VBマシンに乗り込んで患者の治療に当たる。

## 登場人物
葉山 美咲（はやま みさき）
ナース。1991年9月25日生。マシンルームのオペレーションを担当。
七尾 基子（ななお もとこ）
VBマシンの操縦及びメカニックを担当。1993年4月12日生。

### 男性患者
清水 弘司（しみず こうじ）
生駒 順（いこま じゅん）
川越 城太（かわごえ じょうた）
尾口 正夫（おぐち まさお）
荒川 高史（あらかわ たかし）
十文字 洋一（じゅうもんじ よういち）
西尾 耕作（にしお こうさく）
高松 清（たかまつ きよし）
田辺 竜太郎（たなべ りゅうたろう）
岩国 広家（いわくに ひろいえ）
明石 正吉（あかし しょうきち）
平内 雄一（ひらうち ゆういち）

### 女性患者
八尾 麻衣（やお まい）
綾部 由未（あやべ ゆみ）
佐倉 紗紀（さくら さき）
高月 妃香莉（たかつき ひかり）
国見 彩（くにみ あや）
福山 あゆみ（ふくやま - ）
白沢 昌子（しらさわ まさこ）
石狩 喜子（いしかわ よしこ）
茂木 ゆず（もてぎ - ）
竹富 牛子（たけとみ うしこ）
大泉 清美（おおいずみ きよみ）
大月 姫乃（おおつき ひめの）
シャーロット・ゲイル

## ゲームシステム
治療する患者を選択し、問診で症状を聞いたうえで患部を推定し、VBマシンを縮小して注入。体内はテキストで表示される移動経路をクリックしながら移動し、患部に寄生するバクルスを治療用バクルスと戦わせて駆除する。
バクルスは大別すると、熱系列の「ヒートラ」痛み系列の「ニドルス」分泌系列の「ゾルタン」の３種類があり、それぞれにじゃんけんや３すくみのような力関係が存在するため、それを利用するのが治療の基本となる。
バクルスの退治後、抜け殻が手に入る場合があり研究室で分子結合させるとより強力な治療用バクルスが誕生する場合がある。また、合成したバクルスのセーブデータが複数ある場合は2名による対戦プレイで戦わせることが可能。

## 関連書籍
- クリックメディック 公式ガイドブック（コーエー）

1999年2月26日初版 ISBN 4877196846